# Decetia pallida
Decetia pallida är en fjärilsart som beskrevs av Moore 1888. Decetia pallida ingår i släktet Decetia och familjen Uraniidae. Inga underarter finns listade i Catalogue of Life.